# Komuna e Kodër Thumanës
Komuna e Kodër Thumanës är en kommun i Albanien.   Den ligger i prefekturen Qarku i Durrësit, i den norra delen av landet, 26 km nordväst om huvudstaden Tirana.
Trakten runt Komuna e Kodër Thumanës består till största delen av jordbruksmark.  Runt Komuna e Kodër Thumanës är det ganska tätbefolkat, med 248 invånare per kvadratkilometer.